# Albin Sundin
Albin Sundin, född 13 augusti 2004, är en svensk ishockeyspelare som spelar för Frölunda HC i SHL. År 2024 draftades han i NHL-draften av Edmonton Oilers i sjätte rundan som 183:a totalt. Han är son till Frölundas legendar Ronnie Sundin.
Han blev ordinarie spelare i Frölundas A-lag säsongen 2023/2024.